# Cistanthe lamprosperma
Cistanthe lamprosperma är en källörtsväxtart som först beskrevs av Ivan Murray Johnston, och fick sitt nu gällande namn av Peralta och D.I.Ford. Cistanthe lamprosperma ingår i släktet Cistanthe och familjen källörtsväxter. Inga underarter finns listade i Catalogue of Life.